# 9984 Gregbryant
9984 Gregbryant là một tiểu hành tinh vành đai chính. Nó bay quanh Mặt Trời theo chu kỳ 3.93 năm.
Discovered bởi R. H. McNaught và J. B. Child ngày 18 tháng 4 năm 1996 Tên chỉ định của nó là 1996 HT. It was later renamed 9984 Gregbryant after Greg Bryant, the editor thuộc Astronomical Society of New South Wales' journal.